# Rösselkärret
Rösselkärret är ett naturreservat i Mörbylånga kommun i Kalmar län.
Området är naturskyddat sedan 1995 och är 18 hektar stort. Reservatet består av tät ädellövskog och ett litet kärr där Långbensgroda påträffats.